# Gaultheria sleumeriana
Gaultheria sleumeriana är en ljungväxtart som beskrevs av L.S. Kinoshita-Gouvêa. Gaultheria sleumeriana ingår i släktet Gaultheria och familjen ljungväxter. Inga underarter finns listade i Catalogue of Life.